# Etienne Louis Henri Goaty
Etienne Louis Henri Goaty ( * 1830 - 1890 ) fue un abate, botánico francés. Trabajó conjuntamente con su colega Alexandre Pons (1838-1893), y realizaban sus publicaciones en "Bull. Soc. Bot. France", "Fl. Anal. Alpes-mar.", "Consp. Fl. Eur.", entre 1867 y 1887.
- La abreviatura «Goaty» se emplea para indicar a Etienne Louis Henri Goaty como autoridad en la descripción y clasificación científica de los vegetales.[1]